# Tove Okkerstrøm
Tove Okkerström Meklenborg , född 13 maj 1957 i Struer i Danmark, är en inte längre aktiv dansk handbollsspelare.

## Karriär
Tove Okkerström spelade för klubben Holstebro KFUM, som nu heter Holstebro Håndbold, under hela sin karriär. Hon spelade i de danska ungdomslandslagen 1974-1978. Hon debuterade i A-landslaget den 12 augusti 1978 mot USA. Hon spelade sedan 101 landskamper och gjorde 191 mål för Danmark. Sista landskampen i B-VM mot Österrike den 14 december 1983 då Danmark vann med 23-13 och Tove Okkerström gjorde 3 mål. Tove Okkerström hade en äldre syster Hanne Okkerström som spelade 4 landskamper för Danmark. Danmark tillhörde dessa år inte världstoppen så Tove Okkerström vann inga stora meriter varken med klubblaget eller landslaget. Hon spelade några B-VM turneringar för Danmark. Efter handbollskarriären arbetar hon nu som ergoterapeut i Holstebro.

### Fotnoter
1. ↑  ”DhDb / Tove Okkerström”. http://dhdb.hyldgaard-jensen.dk/spiller.php?id=6777. Läst 28 februari 2019.
2. ↑  ”Spelare Tove Okkerstöm”. Danska handbollsförbundet. Arkiverad från originalet den 12 juni 2021. https://web.archive.org/web/20210612105336/https://dhf.dk/landsholdsinfo/spiller/511083_1. Läst 12 juni 2021.
3. ↑  ”Haslund info / Tove Okkerstöm”. http://www.haslund.info/haandbold/20_dame/20_spillere/okktov.asp. Läst 28 februari 2019.